# José Luis Pérez Pastor
Pour les articles homonymes, voir José Luis Pérez et Pérez.
José Luis Pérez Pastor, né le 22 décembre 1978, est un homme politique espagnol membre du Parti populaire (PP).

## Biographie

### Vie privée
Il est marié et père de deux filles.

### Activités politiques
De 2011 à 2015, il est député au Parlement de La Rioja. Il a été directeur général de la Culture du gouvernement de La Rioja sur la même période.
Le 20 décembre 2015, il est élu sénateur pour La Rioja au Sénat et réélu en 2016.